# João Pina
João Alexandre Ferreira da Pina (* 31. července 1981 Lisabon, Portugalsko) je bývalý portugalský zápasník–judista.

## Sportovní kariéra
Připravoval se v univerzitním sportovním klubu Lusófona v Lisabonu pod vedením António Moraese. Vrcholovou přípravu podstupoval pod vedením Ruie Rosi. V portugalské seniorské reprezentaci se pohyboval od roku 2001 v pololehké váze do 66 kg. V roce 2003 si pátým místem na mistrovství světa v Osace zajistil účast na olympijských hrách v Athénách. Na olympijské hry se velmi dobře připravil, v úvodním kole vrátil porážku z mistrovství Evropy Musa Nastujevovi z Ukrajiny. Jeho cestu turnajem zastavil až ve čtvrtfinále Kubánec Yordanis Arencibia technikou sode-curikomi-goši na ippon. Obsadil 7. místo. V roce 2008 se kvalifikoval na olympijské hry v Pekingu, které se mu výsledkově nevydařily, když ve druhém kole nestačil na Íránce Alí Malúmáta. Po olympijských hrách se jeho novým trenérem stal Pedro Soares a v roce 2010 jejich spolupráce nesla ovoce ziskem titulu mistra Evropy, který po roce nečekaně obhájil. V roce 2012 odjížděl na olympijské hry v Londýně s velkými ambicemi, které mu vzal hned v úvodním kole Ukrajinec Volodymyr Soroka. Sportovní kariéru ukončil v roce 2014.
João Pina byl levoruký judista do roku 2010 charakterizovala jeho judo technika kata-guruma. Řadil se mezi tzv. adrenalinové zápasníky s nástupy do technik ze všech možných pozic, pravidelně bez dobrého úchopu či bez žádného úchopu. Občas za techniku urval body a bodový náskok udržel.

## Výsledky
| Turnaj             | 2000           | 2001           | 2002           | 2003           | 2004           | 2005       | 2006       | 2007       | 2008       | 2009       | 2010       | 2011       | 2012       |
| Turnaj             | 19             | 20             | 21             | 22             | 23             | 24         | 25         | 26         | 27         | 28         | 29         | 30         | 31         |
| Turnaj             | pololehká váha | pololehká váha | pololehká váha | pololehká váha | pololehká váha | lehká váha | lehká váha | lehká váha | lehká váha | lehká váha | lehká váha | lehká váha | lehká váha |
| ------------------ | -------------- | -------------- | -------------- | -------------- | -------------- | ---------- | ---------- | ---------- | ---------- | ---------- | ---------- | ---------- | ---------- |
| Olympijské hry     | —              |                |                |                | 7.             |            |            |            | úč.        |            |            |            | úč.        |
| Mistrovství světa  |                | úč.            |                | 5.             |                | úč.        |            | úč.        |            | —          | úč.        | úč.        |            |
| Mistrovství Evropy | —              | úč.            | —              | úč.            | 7.             | —          | úč.        | 5.         | úč.        | úč.        | 1.         | 1.         | úč.        |
| MS juniorů         | úč.            |                |                |                |                |            |            |            |            |            |            |            |            |
| ME juniorů         | 2.             |                |                |                |                |            |            |            |            |            |            |            |            |